# Subaru SVX
La Subaru SVX è una coupé prodotta dalla casa automobilistica giapponese Subaru dal 1991 al 1996.
Fu venduta in Nord America (dove gli ultimi esemplari sono stati immatricolati nel 1997), Asia, Europa e Oceania; sul mercato domestico era commercializzata come Alcyone SVX.

## Storia
Presentata come prototipo al salone dell'automobile di Tokyo del 1989, la SVX aveva una linea disegnata dall'italiano Giorgetto Giugiaro, che mostrava alcune somiglianze con la DeLorean DMC-12, anch'essa opera di Giugiaro.
Il motore derivava da quello impiegato su altri modelli della casa nipponica come la Legacy: si trattava di un boxer 6 cilindri di 3,3 litri con doppio albero a camme in testa per bancata e 4 valvole per cilindro, che erogava 231 CV a 5.400 giri/min e una coppia di 309 Nm a 4400 giri/min. Poteva scattare da 0 a 100 km/h in 8 secondi e raggiungere i 240 km/h.

## Produzione
La SVX fu prodotta complessivamente in 24.379 esemplari, di cui 14.257 vendute negli Stati Uniti d'America, 2.478 in Europa e 5.884 in Giappone.